# A Ostra e o Vento
A Ostra e o Vento è un film del 1997 diretto da Walter Lima Jr..